# Psautier de Westminster
Le psautier de Westminster est un psautier enluminé réalisé dans la première moitié du XIIIe siècle en Angleterre. Sans doute exécuté à destination de l'abbaye de Westminster, il a été conservé sur place jusqu'au XVIe siècle. Le manuscrit est actuellement conservé à la British Library par l'intermédiaire de l'ancienne collection royale. 

## Historique
Le manuscrit a été réalisé à destination de l'abbaye de Westminster, plusieurs indices le prouvent : le calendrier et les litanies sont à l'usage de l'abbaye, et le nom d'Édouard le Confesseur, son saint fondateur, est écrit en lettres dorées dans ce même calendrier et des litanies. Le manuscrit contient enfin du prières spécifiquement consacrée au saint. Le lieu de fabrication de l'ouvrage n'est pas connu, les historiens de l'art hésitant entre l'abbaye de Saint-Alban, Winchester et Westminster. Le manuscrit est mentionné dans divers inventaires de la bibliothèque de l'abbaye royale entre 1388 et 1540. Plusieurs ajouts de prières au cours du XVe siècle notamment indiquent que le psautier est toujours utilisé. 
Le manuscrit disparait sans doute à l'occasion de la Dissolution des monastères qui intervient en 1540 à Westminster. On le retrouve plus tard dans les collections de John Theyer (en) (1598-1673), un antiquaire et bibliophile. 311 ouvrages de sa collection sont rachetés, dont le psautier, après sa mort, en 1678, par le roi Charles II d'Angleterre. Intégré dans la vieille bibliothèque royale, celle-ci est cédée au British Museum en 1757, cette collection intégrant la British Library.

## Description
Le manuscrit contient un comput de la date de Pâques (f.1-4), un calendrier, (f.5-14), le livre des Psaumes (f.14-180), les litanies des saints (f.181-185), diverses prières (f.186-216). Plusieurs prières, fragments de prières et litanies ont été ajoutées du cours des XIVe et XVe siècles aux folios 187 et 222-224.
La décoration du manuscrit consiste en : 
- des médaillons à chaque page du calendrier représentant les signes du zodiaque en couleur en or
- 5 miniatures peintes en couleur et rehaussées d'or, en pleine page, en préambule des psaumes, représentant : l'Annonciation (f.12v), la Visitation (f.13r), la Vierge à l'Enfant (f.13v), le Christ en majesté (f.14r) et David jouant de la harpe (f.14v)
- 10 lettrines, ponctuant le psautier : 6 ornées (38v, 53r, 66r, 66v,  98r, 114r) et 4 historiées (f.15r, 80v, 116r, 132v) dont un grand B ornant les trois quarts de la page du Beatus vir.
- 5 miniatures dessinées à la plume et colorées, ajoutées à la fin du manuscrit dans le second quart du XIIIe siècle : un roi (f.219v), une chevalier croisé agenouillé, rendant hommage au précédent (f.220), saint Christophe portant le Christ (f.220v), un archevêque (f.221) et la figure du Christ (f.221v)

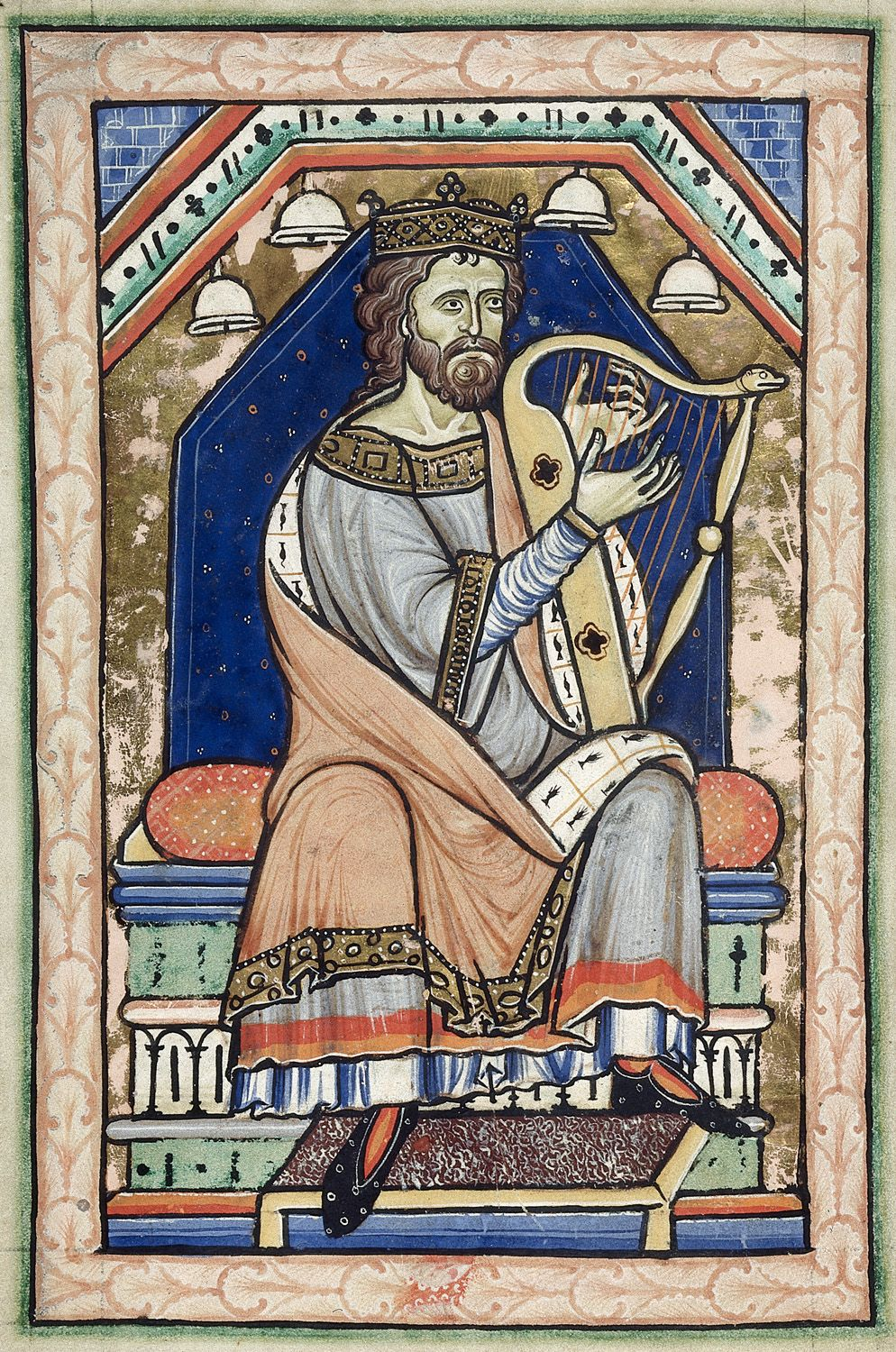
David jouant de la harpe, f.14v
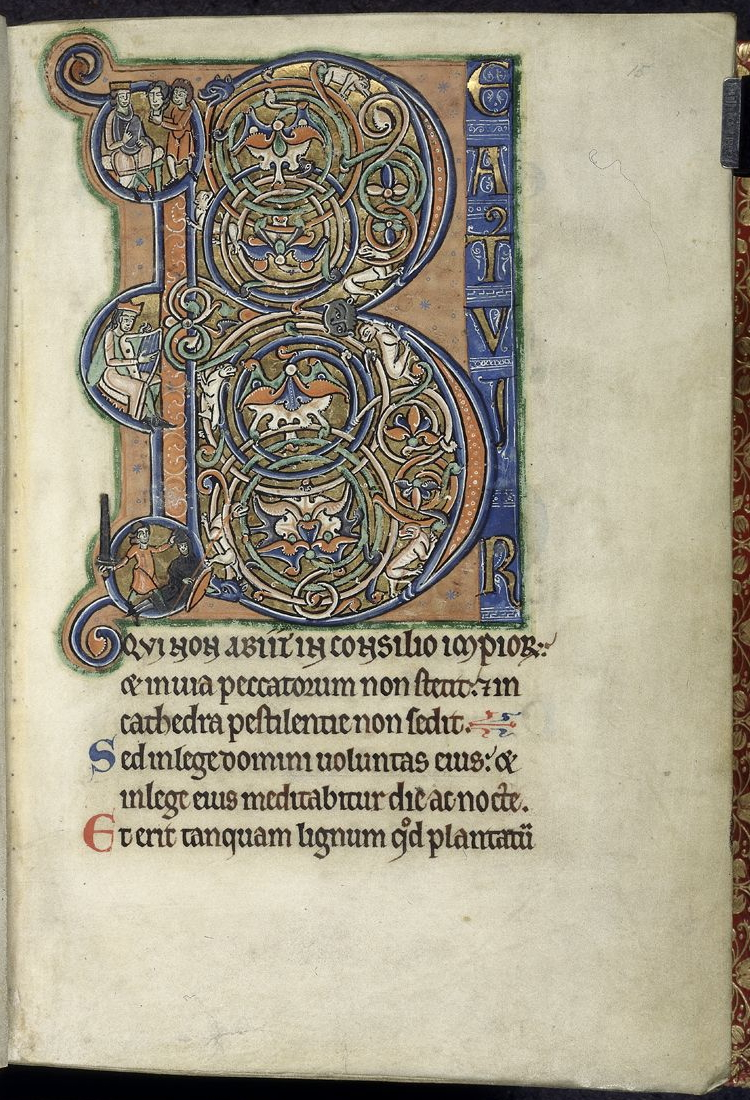
Page du beatus vir, f.15
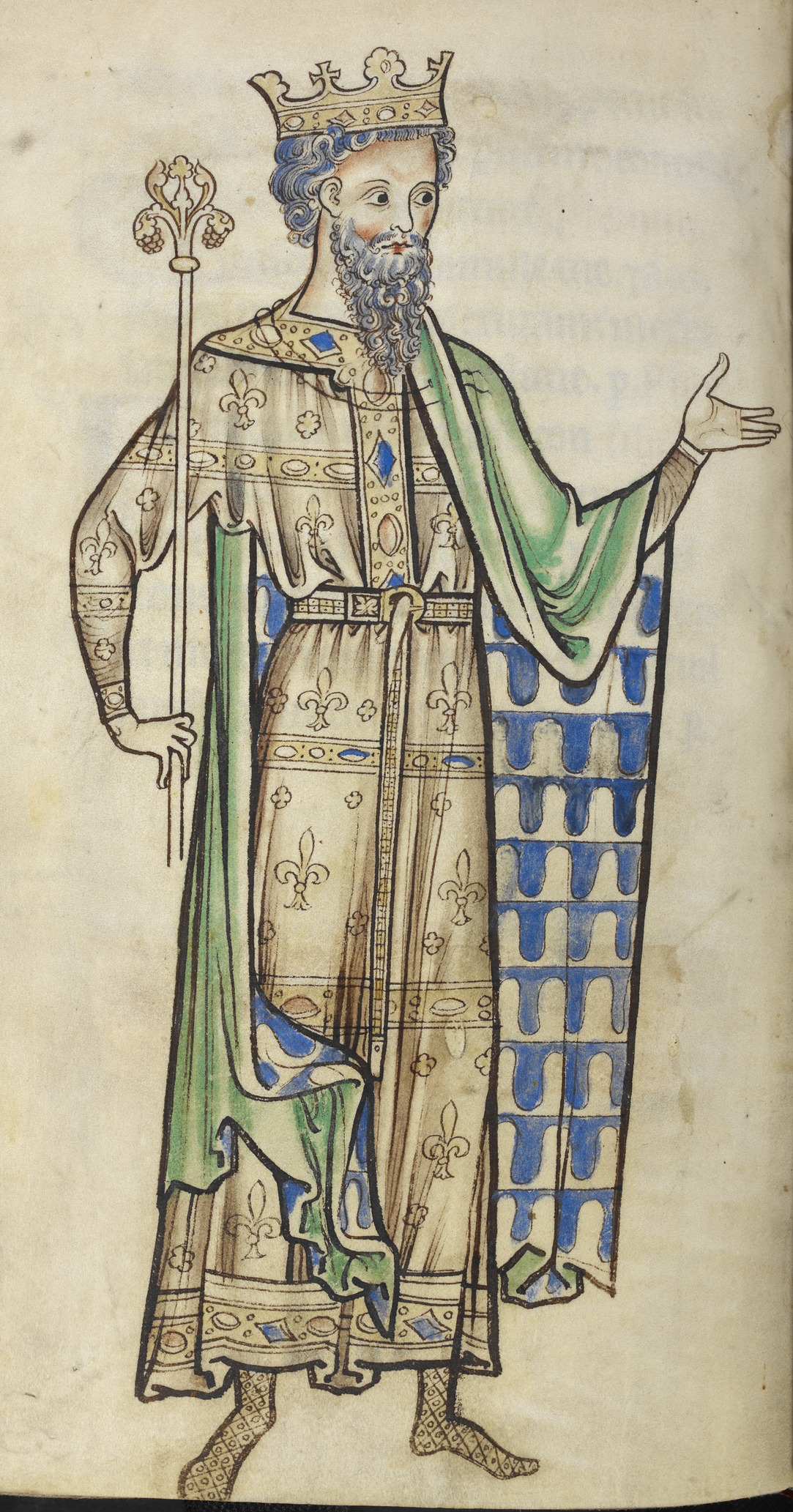
Un roi, f.219v
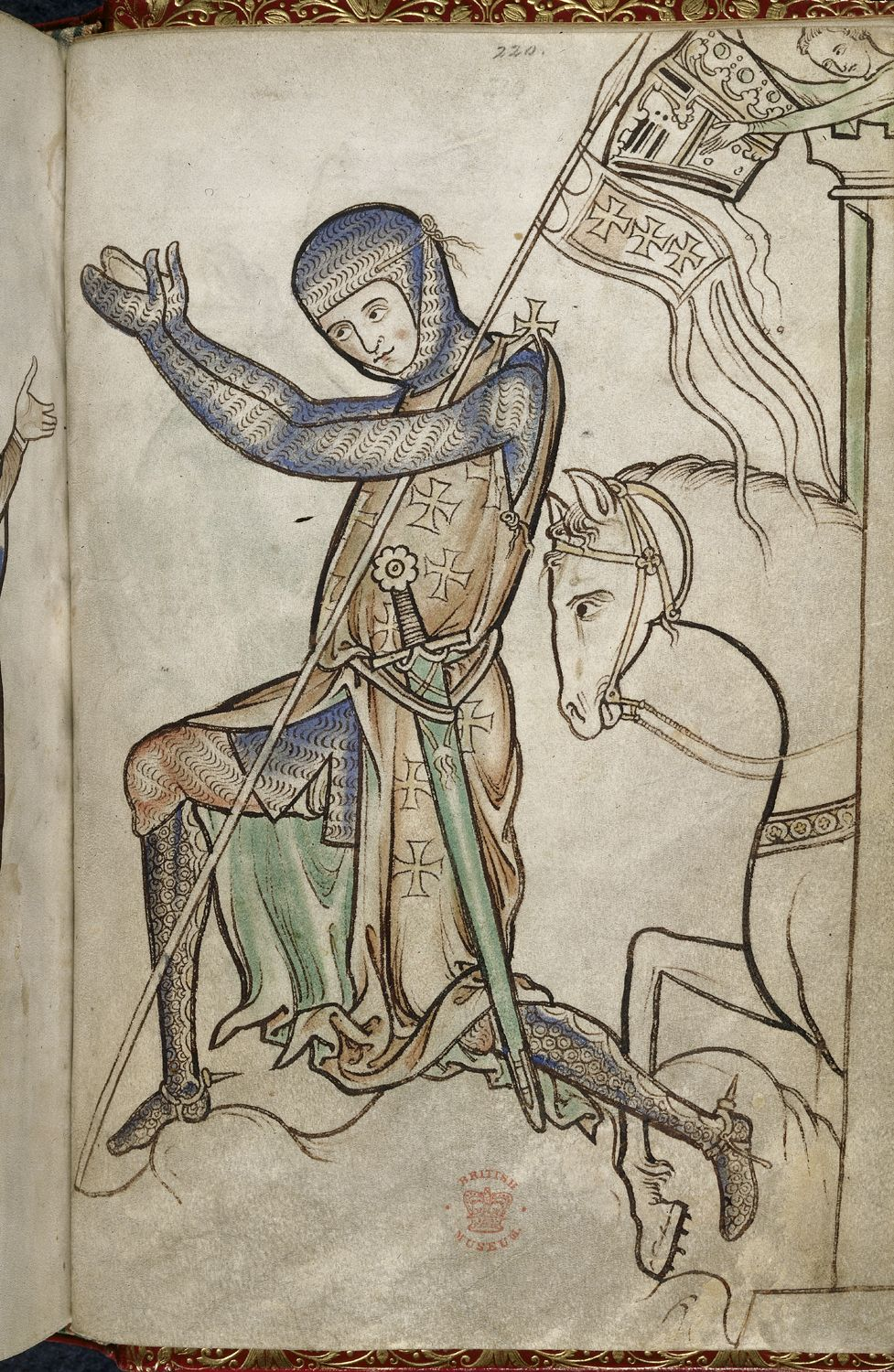
Croisé agenouillé, f.220

Les mains de quatre artistes différents sont distinguées dans ces enluminures :
- les miniatures peintes préliminaires, dont le style se rapproche de celui du Maître de la Majesté gothique de la bible de Winchester
- les médaillons du calendrier et les lettrines historiées des f.15, 80v, 132
- la lettrines du f.116
- les dessins à la plume ajoutés en fin d'ouvrage, dont le style se rapproche de sculptures du milieu du XIIIe siècle de l'abbaye de Westminster